# Peter Pišťanek
Peter Pišťanek (28 d'abril de 1960, Devínska Nová Ves – 22 de març de 2015, Bratislava, Eslovàquia) fou un escriptor eslovac.
La seva primera novel·la, Rivers of Babylon (1991), fou publicada el 1991. És cèlebre per la seva trilogia Rácz, que tracta sobre un gàngster que emergeix la tardor del 1989 a les acaballes de l'era comunista.
Es va suïcidar el 22 de març de 2015.

## Obres
Ha publicat diversos llibres entre ells:
- Rivers of Babylon (1991)
- Mladý Dônč (1993)
- Rivers of Babylon 2 alebo Drevená dedina (1994)
- Skazky o Vladovi pre veľkých a malých (1995)
- Nové skazky o Vladovi pre malých i veľkých (1998)
- Sekerou a nožom (escrit amb Dušan Taragel, 1999)
- Rivers of Babylon 3 alebo Fredyho koniec (1999)
- Posledné skazky o Vladovi (2002)
- Recepty z rodinného archívu (2003)
- Traktoristi a buzeranti (2003)
- Živý oheň z vína (2006)